# Heppel & Ettlich

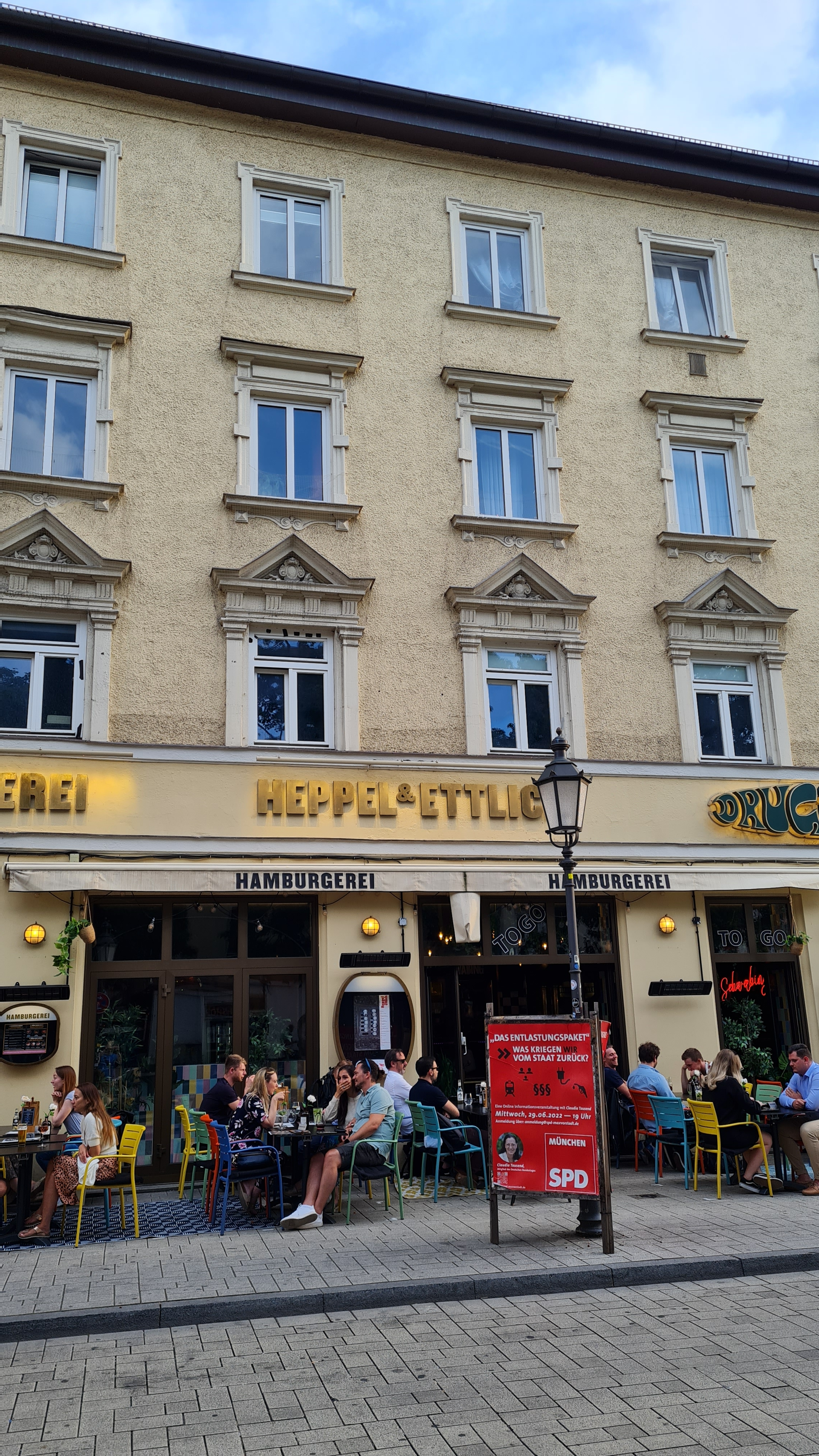
Das Theater in der Feilitzschstraße

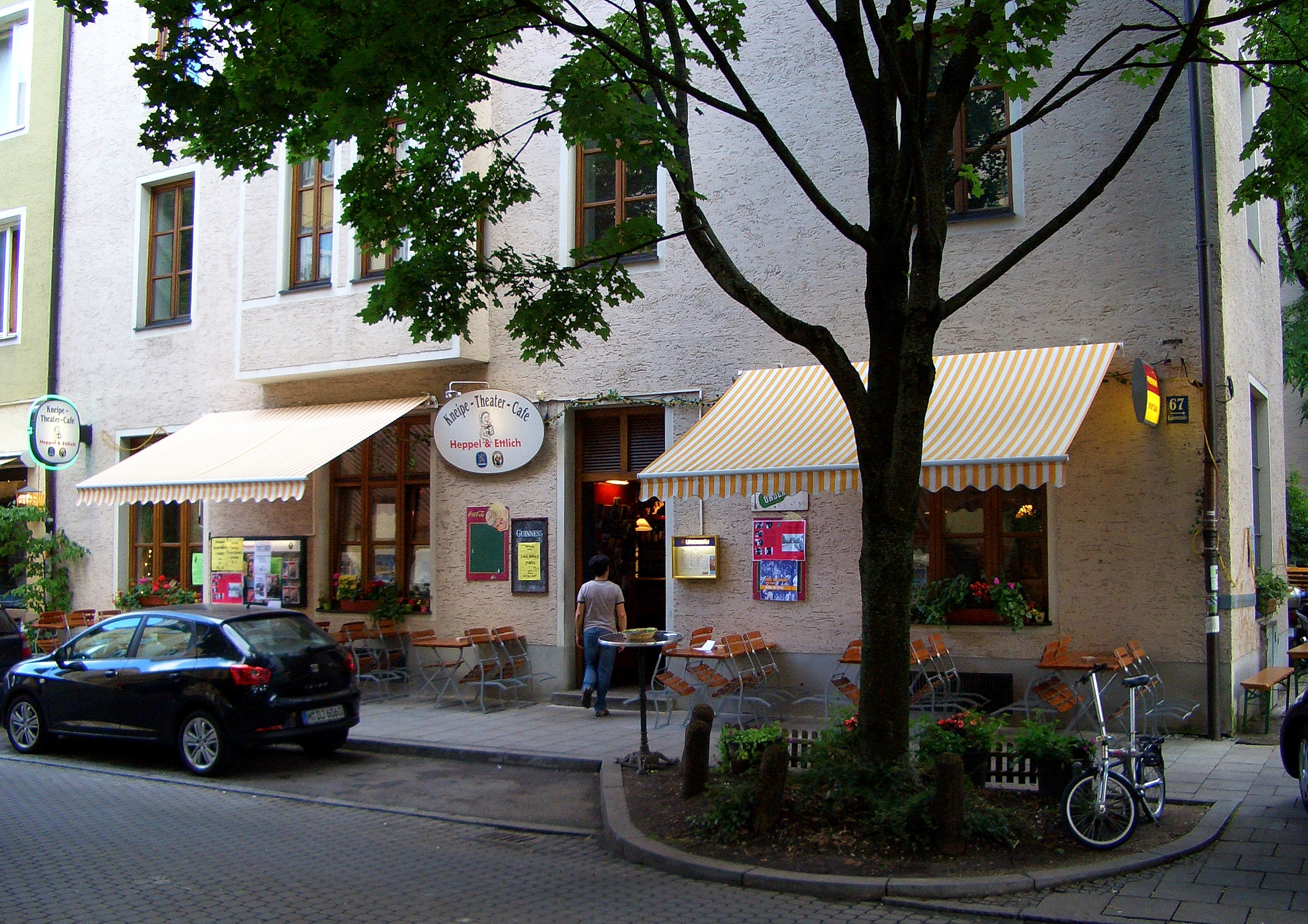
Eingang zum Lokal an der alten Spielstätte in der Kaiserstraße

Das Heppel & Ettlich ist ein Privattheater im Münchner Stadtteil Schwabing. Gegründet wurde es 1976 von den beiden gebürtigen Berlinern Henry (Henni) Heppel und Wolfgang (Wolle) Ettlich in Verbindung mit einer Kneipe. Nach Schließung des ursprünglichen Standorts und der Kneipe im Sommer 2009 wird der Spielbetrieb in den Räumen des Kammertheater Schwabing fortgeführt.

## Geschichte
Heppel und Ettlich kamen 1968 aus Berlin nach München. Ab 1972 waren sie als Wirte in Schwabing tätig. Sie übernahmen Anfang 1976 den „Fäustle-Garten“ im westlichen Schwabing in der Kaiserstraße; das Lokal mit Theaterraum firmierte fortan unter den Namen der neuen Betreiber. Lutz Neumann wirkte bei der Theaterleitung mit. Das Kabarett KEKK Kabarett & Engagierte Kleinkunst, das bereits im Fäustle-Garten gespielt hatte, blieb dem Lokal treu. Fast zwanzig Jahre lang fanden neben dem Theaterbetrieb an Sonntagvormittagen Kinovorstellungen für Kinder unter dem Titel KiKo – Schwabinger Kinder-Kino statt. Unter dem Motto „Rock' mal wieder“ wurde das Theater an manchen Abenden zur Diskothek.
Nach 33 Jahren Lokal- und Theaterbetrieb wurde das „Heppel & Ettlich“ Ende Juli 2009 geschlossen, nachdem das Inventar – darunter viele Emaille-Reklameschilder aus der Sammlung Heppels – an die Gäste versteigert worden war. Susanne Rohrer und Christiane Brammer haben im Oktober 2009 am alten Ort des Heppel & Ettlich, wo sie bereits gemeinsam auftraten, ein neues Theater mit angeschlossenem Lokal eröffnet, das Rohrer & Brammer; aufgrund von Unstimmigkeiten mit dem Gastronomiepartner musste dieser Nachfolger bereits im Mai 2010 wieder geschlossen werden.
Heppels ursprünglicher Plan, in den Räumen des Theater44 den Theaterbetrieb fortzuführen, scheiterte im Frühjahr 2009. Später fand sich eine andere Spielstätte: Seit Ende Oktober 2009 wird der Spielbetrieb des Heppel & Ettlich in den ehemaligen Räumen des Kammertheater Schwabing über dem Lokal „Drugstore“ unter Ettlichs Leitung fortgeführt. Im August 2018 wurde das Theater von Ettlich an seine Mitarbeiter Birgit Widhopf und Mario Lehlbach übergeben. Nach der Renovierung im August wurde im September 2018 der Betrieb wieder aufgenommen. Seitdem setzt das „Heppel & Ettlich“ verstärkt auf Live-Musik.

## Auftretende Künstler
Etliche Künstler haben im Heppel & Ettlich ihre Karriere begonnen. Auch Münchens ehemaliger Oberbürgermeister Christian Ude ist dort mit einem Kabarettprogramm aufgetreten. Zu den Künstlern, die in der Theaterkneipe auftraten, gehörten unter vielen anderen Fredl Fesl, Doris Dörrie, Axel Hacke und Christoph Süß.
Seit 2013 präsentiert dort auch Jason Seizer in seinem Jazz Salon Gäste im Gespräch oder in der musikalischen Zwiesprache.

## Auszeichnungen
Lutz Neumann und Wolfgang Ettlich erhielten 1998 den Ehrenpreis des Schwabinger Kunstpreises für das Heppel & Ettlich.